# Melanogryllus bilineatus
Melanogryllus bilineatus är en insektsart som beskrevs av Yang, Jengtze och Changtu Yang 1994. Melanogryllus bilineatus ingår i släktet Melanogryllus och familjen syrsor. Inga underarter finns listade i Catalogue of Life.